# Synagoga v Subotici
Synagoga v Subotici existuje již od roku 1902. Je to stavba vybudovaná ve stylu tzv. maďarské secese.[zdroj?]
Subotická synagoga je jednou z řady secesních staveb v severosrbském městě, které bylo po několik set let pod uherskou nadvládou. V současné době se jedná o kulturní památku mimořádného významu. Byla vybudována jako monumentální stavba podle návrhu budapešťských architektů Marcella Komora a Dezső Jakaba. Její zbudování financovala bohatá židovská komunita v Uhrách, která čítala jen v Subotici na počátku 20. století okolo tří tisíc lidí.
Uvnitř stavby se nachází ocelová konstrukce, na níž sedí masivní kupole. Rekonstrukce synagogy se uskutečnila v letech 1980–1993 a později i v letech 2002 a 2003. Obnovu stavby brzdil nedostatek finančních prostředků, poškozena byla především střecha.

## Související článek
- Židé v Subotici